# عماد الدوسری
عماد الدوسری (انگلیسی: Emad Al-Dossari؛ زادهٔ ۸ ژانویهٔ ۱۹۹۰) یک ورزشکار اهل عربستان سعودی است.
از باشگاه‌هایی که در آن بازی کرده‌است می‌توان به باشگاه فوتبال الاتفاق عربستان سعودی اشاره کرد.